# Straßenverkehrszeichenverordnung

Verkehrszeichen entsprechend der StVZVO

Die Straßenverkehrszeichenverordnung 1998 (StVZVO 1998) ist eine Rechtsverordnung des Bundesministers für Verkehr, Innovation und Technologie, die in Österreich die Ausführung der Einrichtungen zur Regelung und Sicherung des Verkehrs regelt. Rechtsgrundlage ist § 34 Abs. 1 der StVO. Sie hat zum 1. August 1998 die Straßenverkehrszeichenverordnung 1995 – StVZVO 1995 ersetzt.
Die StVZVO gilt für alle Straßenverkehrszeichen, die nach Maßgabe des § 32 StVO zur Regelung und Sicherung des Verkehrs vom Straßenerhalter auf seine Kosten anzubringen und zu erhalten sind. Es werden die allgemeine Beschaffenheit sowie Farben, Rückstrahlwirkung, Abmessung, Schrift etc. vorgeschrieben.
Die grafische Gestaltung der Verkehrszeichen als solche ergibt sich hingegen aus §§ 48–54 der Straßenverkehrsordnung 1960 (StVO) und den dort enthaltenen Bildtafeln für Gefahren-, Vorschrifts- und Hinweiszeichen sowie Zusatztafeln.

## Inhalt
Verkehrszeichenfolien müssen reflektierend sein. In Österreich besteht hierfür der Standard ÖNORM V 2050, welcher jedoch unverbindlich ist.
Textzeichen auf Verkehrszeichen müssen entsprechend Anlage 8 die Schriftart Tern enthalten, bis 2013 war die Austria genannte Schrift verpflichtend.
Außerdem müssen Verkehrszeichen seit 2013 die CE-Kennzeichnung tragen, um die Konformität mit der harmonisierten Normenreihe EN 12899 nachzuweisen. Für dauerhafte Verkehrszeichen sind außerdem die Bestimmungen der RVS 08.23.01 einschlägig, für temporäre ("Baustellenverkehrszeichen") die der RVS 08.31.02.